# Плезант-Гров (тауншип, Миннесота)
Плезант-Гров (англ. Pleasant Grove) — тауншип в округе Олмстед, Миннесота, США. На 2000 год его население составило 787 человек.

## География
По данным Бюро переписи населения США площадь тауншипа составляет 92,6 км², из которых 92,6 км² занимает суша, водоёмов нет.

## Демография
По данным переписи населения 2000 года здесь находились 787 человек, 305 домохозяйств и 240 семей.  Плотность населения —  8,5 чел./км².  На территории тауншипа расположено 316 построек со средней плотностью 3,4 построек на один квадратный километр. Расовый состав населения: 99,36 % белых, 0,25 % афроамериканцев и 0,38 % приходится на две или более других рас. Испанцы или латиноамериканцы любой расы составляли 0,51 % от популяции тауншипа.
Из 305 домохозяйств в 32,8 % воспитывались дети до 18 лет, в 68,9 % проживали супружеские пары, в 6,2 % проживали незамужние женщины и в 21,3 % домохозяйств проживали несемейные люди. 16,7 % домохозяйств состояли из одного человека, при том 5,9 % из — одиноких пожилых людей старше 65 лет. Средний размер домохозяйства — 2,58, а семьи — 2,89 человека.
24,7 % населения — младше 18 лет, 5,1 % — в возрасте от 18 до 24 лет, 25,5 % — от 25 до 44, 31,1 % — от 45 до 64, и 13,6 % — старше 65 лет. Средний возраст — 42 года. На каждые 100 женщин приходилось 107,7 мужчин.  На каждые 100 женщин старше 18 приходилось 103,1 мужчин.
Средний годовой доход домохозяйства составлял 52 054 доллара, а средний годовой доход семьи —  60 625 долларов. Средний доход мужчин —  39 643  доллара, в то время как у женщин — 30 417. Доход на душу населения составил 24 822 доллара. За чертой бедности находились 1,6 % семей и 2,7 % всего населения тауншипа, из которых 4,8 % младше 18 и 2,8 % старше 65 лет.